# Antonio Truyol (ballet)
Antonio Truyol (9 de junio de 1930- 19 de junio de 2005) fue un bailarín clásico, coreógrafo y maestro de baile argentino

## Biografía
Se formó en el Teatro Colón con Esmée Bulnes y Michel Borowski y en 1951 alcanzó el puesto de primer bailarín. Realizó sus primeras actuaciones como solista El hijo pródigo y Evolución del movimiento. Dirigido por Leonide Massine, bailó El sombrero de tres picos y Gaité parisienne. En el Teatro Argentino de La Plata, realizó las coreografías de Pedro y el lobo, El junco, Lupapag y Respha. Recientemente, repuso El niño brujo para el Ballet Concierto.
Truyol dirigió el Ballet del Colón entre 1960 y 1972- en 1968 la compañía hizo su primera gira europea; el recordado José Neglia ganó el premio Etoile d' Or en París por su trabajo interpretativo en el ballet Usher de Leonide Massine- 1976 y 1983, regresó en 1991 al cargo de director, coincidiendo con la gestión de Sergio Renán.
Obtuvo los premios Sol de las Américas (1998), Premio Konex a la labor coreográfica (1989), Manuel de Falla a la trayectoria artística (1998) y Estrella de Mar (1999).